# 長谷川祐子
長谷川 祐子（はせがわ ゆうこ、1957年 - ）は、日本のキュレーター、美術評論家、京都大学経営管理大学院客員教授。

## 人物
1979年、京都大学法学部卒業後、東京藝術大学美術学部芸術学科へ進学。1986年、東京藝術大学大学院美術研究科西洋美術史専攻修士課程修了。
水戸芸術館学芸員（1989年～1993年）、ホイットニー美術館研修（ACC奨学金）、世田谷美術館学芸員（1993年～1999年）、金沢21世紀美術館学芸課長（1999年～2005年）、金沢21世紀美術館芸術監督（2005年～2006年）を経て、2006年4月より東京都現代美術館チーフキュレーターを務め、2016年4月より、同美術館参事を務める。また、多摩美術大学美術学部芸術学科教授（2006〜2016）を務め、2016年4月より、東京藝術大学大学院国際芸術創造研究科教授を務める。国内外でビエンナーレ、展覧会を多数企画している。
2001年からウェックスナー・センター・フォー・ジ・アーツ国際芸術諮問委員、グッゲンハイム美術館アジア芸術委員、2008年から西九龍文化地区公社理事、犬島ハウスプロジェクト・アーティスティック・ディレクター、2001年に第７回イスタンブール・ビエンナーレ総合コミッショナー、2003年に第50回ヴェネツィア・ビエンナーレ日本館コミッショナー、2010年に第29回サンパウロ・ビエンナーレ　コ・キュレーター、第12回ヴェニス建築ビエンナーレ　アーティスティック・アドバイザー、2013年に第11回シャルジャ・ビエンナーレ、キュレーターを務める。2014年3〜6月、文化庁文化交流使として欧州滞在。2017年、第7回モスクワ現代美術国際ビエンナーレ：Clouds ⇄ Forestsキュレーター。
2016年、フランス芸術文化勲章オフィシエを受章。
2020年、文化庁長官表彰。
2021年4月～2025年3月、金沢21世紀美術館館長。
2023年8月、国際文化会館アート・デザイン分野のアドバイザーに就任。
2025年4月、京都大学経営管理大学院客員教授に就任。

## 企画
- 1990年 「脱走する写真」展（水戸芸術館）
- 1990-1991年「クリスチャン・ボルタンスキ」展（水戸芸術館）
- 1992-1993年「アナザーワールド・異世界への旅」展（水戸芸術館）
- 1994年 「蔡国強・混沌」展（世田谷美術館）
- 1996年「リチャード・ロング、山行水行」展（世田谷美術館）
- 1997年「デ・ジェンダリズム」展（世田谷美術館）
- 1997-1998年「ジェームス・タレル−夢の中の光はどこからくるのか？−」展（世田谷美術館）
- 2000年「シリン・ネシャット」展　金沢市現代美術館プレ・イベントvol.9（金沢21世紀美術館）
- 2001年 第7回イスタンブール・ビエンナーレ総合コミッショナー
- 2002年 第4回上海ビエンナーレ・コ・キュレーター
- 2003年 第50回ヴェネツィア・ビエンナーレ日本館コミッショナー
- 2005年 - 2006年「マシュー・バーニー：拘束のドローイング」（金沢21世紀美術館、アメリカのサンフランシスコ近代美術館と韓国のサムスン美術館 Leeumを巡回）
- 2006年「トライアル・バルーン」コ・キュレーター、MUSAC（スペイン、レオン現代美術館）
- 2006年「メディア・シティ・ソウル」（韓国、ソウル市美術館）
- 2006年 - 2007年「ニュー・センソリアム」（MITリスト・ヴィジュアル・アーツ・センター）
- 2007年「マルレーネ・デュマス－ブロークン・ホワイト」（東京都現代美術館）
- 2007年「感情の強盗」（横浜、BankART studio NYK）
- 2007年 - 2008年「スペース･フォー･ユア･フューチャー」（東京都現代美術館）
- 2008年「ライフがフォームになるとき」（ブラジル、サンパウロ近代美術館）
- 2008年「SEJIMA+NISHIZAWA/ SANAA」トミエ・オータケ・インスティテュート（ブラジル、サンパウロ市）
- 2008年 - 2009年「ネオ・トロピカリア：ブラジルの創造力」（東京都現代美術館、アメリカのYerba Buena Center for the Artsを巡回）
- 2009年「池田亮司：+/- [the infinite between 0 and 1]」（東京都現代美術館）
- 2009年「Blow to the Everyday」（香港、オーセージ芸術財団）
- 2009年 「アール・イマキュレ　―希望の原理―」中沢新一共同企画 （CCAAアートプラザ）
- 2010年 第29回サンパウロ・ビエンナーレ、コ・キュレーター
- 2010年 第12回ヴェニス建築ビエンナーレ、アーティスティック・アドバイザー
- 2010年 「東京アートミーティング トランスフォメーション」中沢新一共同企画（東京都現代美術館）
- 2010年「Trans-Cool TOKYO　Contemporary Japanese Art from MOT Collection」（バンコク芸術文化センター）
- 2010年「Trans-Cool TOKYO　Contemporary Japanese Art from MOT Collection」（シンガポール美術館）
- 2011年 ワークショップ「長谷川祐子+16人のアンサンブル」（京都精華大学大学院表現領域特講実践プログラム）
- 2011年「Trans-Cool TOKYO　Contemporary Japanese Art from MOT Collection」（台北市立美術館）
- 2011年「建築、アートがつくりだす新しい環境」SANAA共同企画（東京都現代美術館）
- 2011年-　犬島家プロジェクトアーティスティック・ディレクター
- 2012年「田中敦子　-アート・オブ・コネクティング」（東京都現代美術館）
- 2012年 「ART HK (Hong Kong International Art Fair) - ART HK Projects」（香港）キュレーター
- 2012年「トーマス・デマンド」（東京都現代美術館）
- 2012年「アートと音楽　－新たな共感覚をもとめて」坂本龍一共同企画（東京都現代美術館）
- 2013年　第11回シャルジャ・ビエンナーレ　“Re Emerge – toward a new cultural cartographyキュレーター
- 2013年「Art Basel in Hong Kong - Encounters」（香港）キュレーター
- 2013年「東京アートミーティング（第4回）うさぎスマッシュー世界に触れる方法（デザイン）」共同キュレーター: 柏木博、アドバイザー:佐藤卓、石井裕（東京都現代美術館）
- 2014年「Art Basel in Hong Kong - Encounters」（香港）キュレーター
- 2014年「東京アートミーティング（第5回）新たな系譜学をもとめて」総合アドバイザー：野村萬斎（東京都現代美術館）
- 2014年「ガブリエル・オロスコ展－内なる複数のサイクル」（東京都現代美術館）
- 2015年「オスカー・ニーマイヤー展　ブラジルの世界遺産をつくった男」（東京都現代美術館）
- 2015年「オノ・ヨーコ｜私の窓から」（東京都現代美術館）
- 2015年「東京アートミーティング Ⅵ　"TOKYO"－見えない都市を見せる」（東京都現代美術館）
- 2016年「New Sensorium」（ZKM）
- 2016年 Kishio Suga Situations（Pirelli HangarBicocca, Milan）
- 2017年 第７回モスクワ国際現代美術ビエンナーレ：Clouds ⇄ Forests (新トレチャコフ美術館)
- 2017年 ‘Japanorama: NEW VISION ON ART SINCE 1970’ (ポンピドゥ・センタ―・メッス)
- 2018年「深みへ-日本の美意識を求めて」（ロスチャイルド館）
- 2018年「空間の詩学 Sharjapan: The Poetics of Space」（Al Hamriyah Studios）
- 2018年 フランシス・アリス個展「La dépense」（ロックバンド・アート・ミュージアム）
- 2019年「Intimate Distance: the masterpieces of the Ishikawa Collection」（モンペリエ・コンタンポラン）
- 2019年「Desire : A revision from the 20th century to the digital age」（アイルランド現代美術館）
- 2019 - 2020年「ダムタイプ | アクション ＋ リフレクション」（東京都現代美術館）
- 2019 - 2020年「Sharjapan : Inter-Resonance | Inter-Organics: Japanese Performance and Sound Art」（シャルジャ・アート・ファウンデーション）
- 2020年「オラファー・エリアソン『ときに川は橋となる』」（東京都現代美術館）
- 2021年「ライゾマティクス_マルティプレックス」（東京都現代美術館）
- 2021-2022年　「Sharjapan : Remain Calm | Solitude and Connectivity in Japanese Architecture」（シャルジャ・アート・ファウンデーション）
- 2021-2022年　「タイランドビエンナーレ;コラット2021 : Butterflies Frolicking on the Mud: Engendering Sensible Capital」,コラット各地
- 2022年　「甲冑の解剖学―意匠とエンジニアリングの美学」（金沢21世紀美術館）
- 2024年「すべてのものとダンスを踊って―共感のエコロジー」（金沢21世紀美術館）

### 単書
- 2010年2月「女の子のための現代アート入門－MOTコレクションを中心に」淡交社
- 2011年11月「「なぜ？」から始める現代アート」NHK出版
- 2013年2月「キュレーション 知と感性を揺さぶる力」集英社
- 2017年3月「破壊しに、と彼女たちは言う―柔らかに境界を横断する女性アーティストたち」東京藝術大学出版会

### 共書
- 1988年 「Impossible Vision - Manet and Photography」 Eureka-Poetry and Criticism, Seido-sha
- 1996年 「Depressed Wonderful Life-Contemporary Young Artists in Tokyo」 Flash Art, Giancarlo Politi Editore, Milan
- 1996年 「ソフト・アーバニズム」 INAX出版社
- 1997年 「エドガー・ドガの写真とドローイング」武蔵野美術出版
- 1998年 「フレームとフレームレス-造型の永遠性とメタボリックな関係性」「トランジション-変貌する社会と美術｣XXXII AICA Congress,  AICA Japan Congress
- 1999年 「コンシャスネス、フィールド、時間 - For the new being of Independency」武蔵野美術出版
- 1999年 「旅の途中 - Trip Days; Rout of Tokaido」 (photograph of Tierry Girarred and Ukiyoe), Marval, Paris
- 1999年 「Sensation of Mental Illness - Kusama, Hess, Sakagami 3 Women Artists」美学 The Japanese Society for Aesthetics
- 2000年 「[美術館をつくる]　見えない価値をヴィジュアライズする「金沢現代美術館」表象のディスクール⑥創造　現場から/現場へ」東京大学出版会
- 2000年 「Space that Obliterates and Erases Programs」Elcroquis No. 99, Elcroquis Editiorial
- 2000年 「リセット；マシュー・バーニーとピピロッティ・リスト」 Actual Sexuality, 武蔵野美術出版
- 2000年 「Asian Concepts for the 21st Century - Consciousness, Collaboration, and the Possibility of Collective Intelligence」Flash Art, Giancarlo Politi Editore
- 2001年 「[Words of Wisdom] A Curator’s Vade Mecum on Contemporary Art」ICI New York
- 2002年 「超越時空　向宇宙發聲 - 蔡國強對東方思想的現代解讀」典蔵 今芸術 Art&Clollection
- 2003年 「Fresh Cream 3: texts of selected 10 artists」 PHAIDON
- 2003年 「“Post-identity Kawaii: Commerce, Gender and Contemporary Japanese Art” Consuming Bodies - Sex and Contemporary Japanese Art」REAKTION BOOKS
- 2004年 「21世紀の出会いー共鳴、ここ・から」淡交社
- 2005年 「マシュー・バーニー：ドローイング・リストレイント　vol.2」UPLINK Co.東京
- 2006年 「マルレーネ・デュマス」淡交社
- 2007年 「スペース・フォー・ユア・フーチャー」INAX出版
- 2008年 「ネオ・トロピカリア」エスクアイア　マガジン　ジャパン
- 2010年「Performativity in the Work of Female Japanese Artists In the 1950s-1960s and the 1990s」、『Modern Women: Women Artists at the Museum of Modern Art,』Museum of Modern Art
- 2010年「生を召還するための謀議：芸術表現における「変容」の現在」、『トランスフォーメーション』ACCESS
- 2011年「新しい環境、新しい体験のためのポリティクス」、『建築、アートがつくりだす新しい環境』ACCESS
- 2011年「What's Japanese Cool?」、『Trans-Cool Tokyo』Chia Shin Printing Co., Ltd., Taipei
- 2012年「感覚の統合性をとりもどすために」、『アートと音楽　－新たな共感覚をもとめて』フィルムアート社
- 2013年「うさぎスマッシュ―世界に触れる方法（デザイン）」、『うさぎスマッシュー世界に触れる方法（デザイン）』フィルムアート社
- 2013年「Tetsuya Ishida, Painter of the Modern Life」、『Tetsuya Ishida』Gagosian Gallery
- 2013年「Metatool」、『A Retrospective Curated by XXXXXXXXX』Binding: Rosendahls-Schultz
- 2013年 「RE:EMERGE Towards a New Cultural Cartography」、『Sharjah Biennial 11 : Re:emerge : towards a new cultural cartography,』Sharjah Art Foundation
- 2014年「驚くべきリアル／The Marvelous Real」,『驚くべきリアル　スペイン、ラテンアメリカの現代アート－MUSACコレクション』大伸社
- 2014年「新たな系譜学をもとめて―跳躍／痕跡／身体」、『新たな系譜学をもとめて－アート・身体・パフォーマンス』フィルムアート社
- 2015年「Thoughts on Kishio Suga,」、『Kishio Suga Situated Latency,』HeHe
- 2015年「Xavier Veilhan, Emotional Mnimalism – Yet Seeking New Modernity」Galerie Perrotin, Editions Dilecta
- 2015年「 東京は今でも未来的か」、『"TOKYO"－見えない都市を見せる』青幻舎
- 2017年「Japanorama: Un Archipel en Perpétuel Changement」、『Japanorama』 Edition du Centre Pompidou Metz
- 2018年「Grotesque and cruel imagery in Japanese gender expression – Nobuyoshi Araki, Makoto Aida and Fuyuko Matsui」『The Persistence of Taste – Art, Museums and Everyday Life After Bourdieu』Routledge
- 2018年「Saudade: Unmemorable Place in Time」Fosun Foundation
- 2019年「Fukami : The Expression of Life and Liveliness in Japanese Aesthetics」、『Fukami : immersion in the art and aesthetics of Japan』Flammarion
- 2019年「The Dumb Type effect, 1984 to the present」、『DUMB TYPE 1984 2019』河出書房新社
- 2019年「Inter-Resonance: Inter-Organics」、『Sharjapan - Inter-Resonance: Inter-Organics』Sharjah Art Foundation
- 2020年「Die Kraft der Allegorie」、『ARCH+』ARCH+
- 2020年「未来を聴くアーティスト オラファー・エリアソン　エコロジーの実践としてのアート」、『オラファー・エリアソン　ときに川は橋となる』フィルムアート社
- 2020年「新しいエコロジーとアートーClouds⇄Forests展にそってー」、『GA Journal 東京藝術大学大学院国際芸術創造研究科論集 Vol.1』東京藝術大学出版会
- 2020年「新しいエコロジー下のアート、あるいは「まごつき期」の芸術表現」、『美術手帖 2020年6月号「新しいエコロジー」特集』美術出版社
- 2020年「Un Autre Vide」、『Le Ciel Comme Atelier Yves Klein et ses Contemporaines』Editions du Centre Pompidou-Metz
- 2022年 「新しいエコロジーとアート 「まごつき期」としての人新世」，以文社

## 出演

### テレビ
- 『プロフェッショナル 仕事の流儀』第72回　アートは人を“自由”にする　キュレーター・長谷川祐子（NHK、2007年12月18日）[7]
- 『ユーミンのSUPER WOMAN』長谷川祐子と行く　瀬戸内アートの旅（NHK教育 、2012年8月10日&17日）[8]

### ラジオ
- 『SHARE SMILE』（J-WAVE、2009年2月9日-12日）番組公式サイト
- 『CROSSOVER JAM』（J-WAVE、2011年4月16日） - Sputniko!との対談

### 雑誌
- 『かわら版　深川福々』（2010年4月1日発行）深福インタビュー「なかはソフトでウェルカムな美術館」東京都現代美術館チーフキュレーター　長谷川祐子さん）[9]